# Banco Central de Aruba
El Banco Central de Aruba (en neerlandés: Centrale Bank van Aruba) es el banco central en Aruba, responsable de la aplicación de la política monetaria del florín arubeño.

## Historia
El Banco Central de Aruba inició sus operaciones el 1 de enero de 1986, cuando Aruba obtuvo su estatus como país autónomo dentro del Reino de los Países Bajos. Antes de este período, Aruba formó parte de las Antillas Neerlandesas bajo la jurisdicción del Banco de las Antillas Neerlandesas.
El banco es una entidad legal en sí misma (sui generis) con una posición autónoma dentro del sector público  de Aruba. Con la creación del banco, el florín arubeño fue puesto en circulación al mismo tipo de cambio que el florín antillano neerlandés, ligado al dólar estadounidense a Afl. 1.79 (= 1 NAf.) = US$1.00. Este tipo de cambio se ha mantenido sin cambios desde entonces.
Las tareas principales del banco son mantener el valor interno y externo del florín y  promover la solidez e integridad del sistema financiero.

## Presidente
El Centrale Bank van Aruba está dirigido por Jeanette R. Semeleer (desde el 1 de septiembre de 2008), sucediendo a Hassanali Mehran en el cargo.

## Principales funciones y actividades

### Las tareas principales del banco
Las tareas principales del banco, tal como se estipula en la Ordenanza del Banco Central (A. B. 1991, No. GT 32), son los siguientes:
- Dirigir la política monetaria;
- Supervisar el sistema financiero;
- Emisión de billetes;
- Emitir monedas en nombre del gobierno;
- Actuar como banquero para el gobierno;
- Ser el central banco de cambio de divisas y, como tal, regular el flujo de pagos de y desde otros países;
- y asesorar al Ministro de Hacienda sobre asuntos financieros.

### Actividades
El banco lleva a cabo estas tareas a través de una variedad de actividades, que incluyen:
La formulación y ejecución de la política monetaria y las medidas relacionadas a través de, entre otras cosas, la regulación del crédito y  liquidez bancarias;
- Supervisar las actividades de los bancos comerciales y otras instituciones financieras, entre otras cosas, la vigilancia de su liquidez y solvencia, proteger los intereses de los depositantes y de los asegurados, y  mantener la estabilidad monetaria y financiera y la integridad en Aruba;
- La gestión de las reservas oficiales de oro y las reservas de divisas de Aruba;
- La regulación de los pagos internacionales de acuerdo a la Ordenanza de Estado sobre las transacciones en divisas (A. B. 1990. GT 6);
- Poner los billetes en circulación para satisfacer las necesidades de las empresas y el público en general;
- Emisión de letras y bonos del gobierno como un agente para el gobierno;
- y monitorizar la evolución económica y financiera.